# Cyrtodactylus minor
Espèce
Cyrtodactylus minor est une espèce de geckos de la famille des Gekkonidae.

## Répartition
Cette espèce est endémique de la province de Morobe en Papouasie-Nouvelle-Guinée.

## Publication originale
- Oliver & Richards, 2012 : A New Species of Small Bent-Toed Gecko (Cyrtodactylus: Gekkonidae) from the Huon Peninsula, Papua New Guinea. Journal of Herpetology, vol. 46, no 4, p. 488-493.